# Roland (Frankrijk)
Roland is een historisch merk van motorfietsen.
Roland was een Frans merk, gevestigd in Parijs, dat vanaf 1906 de Rochet-modellen ME en MF onder eigen naam verkocht.